# Pavlínino údolí
Pavlínino údolí neboli Pavlino údolí je chráněné území, které se rozkládá mezi obcemi Jetřichovice, Rynartice a Studený v okrese Děčín. Jeho rozloha je 183 ha, délka činí asi 3,5 km, hloubka místy až 70 metrů. V roce 1993 bylo vyhlášeno přírodní rezervací. Předmětem ochrany je významný geomorfologický útvar, tím je kaňonovité údolí řeky Chřibská Kamenice. Její tok je zde navíc ustanoven chráněnou rybí oblastí.

## Chráněné druhy
Přírodní rezervace je útočištěm mnoha druhů rostlin. Roste zde např. dymnivka dutá (Corydalis cava), jedle bělokorá (Abies alba), mokrýš vstřícnolistý (Chrysosplenium oppositifolium), žluťucha orlíčkolistá (Thalictrum aquilegiifolium), podbílek šupinatý pravý (Lathraea squamaria), prvosenka vyšší (Primula elatior), přeslička luční (Equisetum pratense), žebrovice různolistá (Blechnum spicant), osladič obecný (Polypodium vulgare), udatna lesní (Aruncus vulgaris), věsenka nachová (Prenanthes purpurea), vřes obecný (Calluna vulgaris). Z živočichů se na území PR vyskytují např. mihule potoční (Lampetra planeri), pstruh potoční (Salmo trutta), vydra říční (Lutra lutra), skorec vodní (Cinclus cinclus), konipas horský (Motacilla cinerea), kamzík horský (Rupicapra rupicapra) atd.

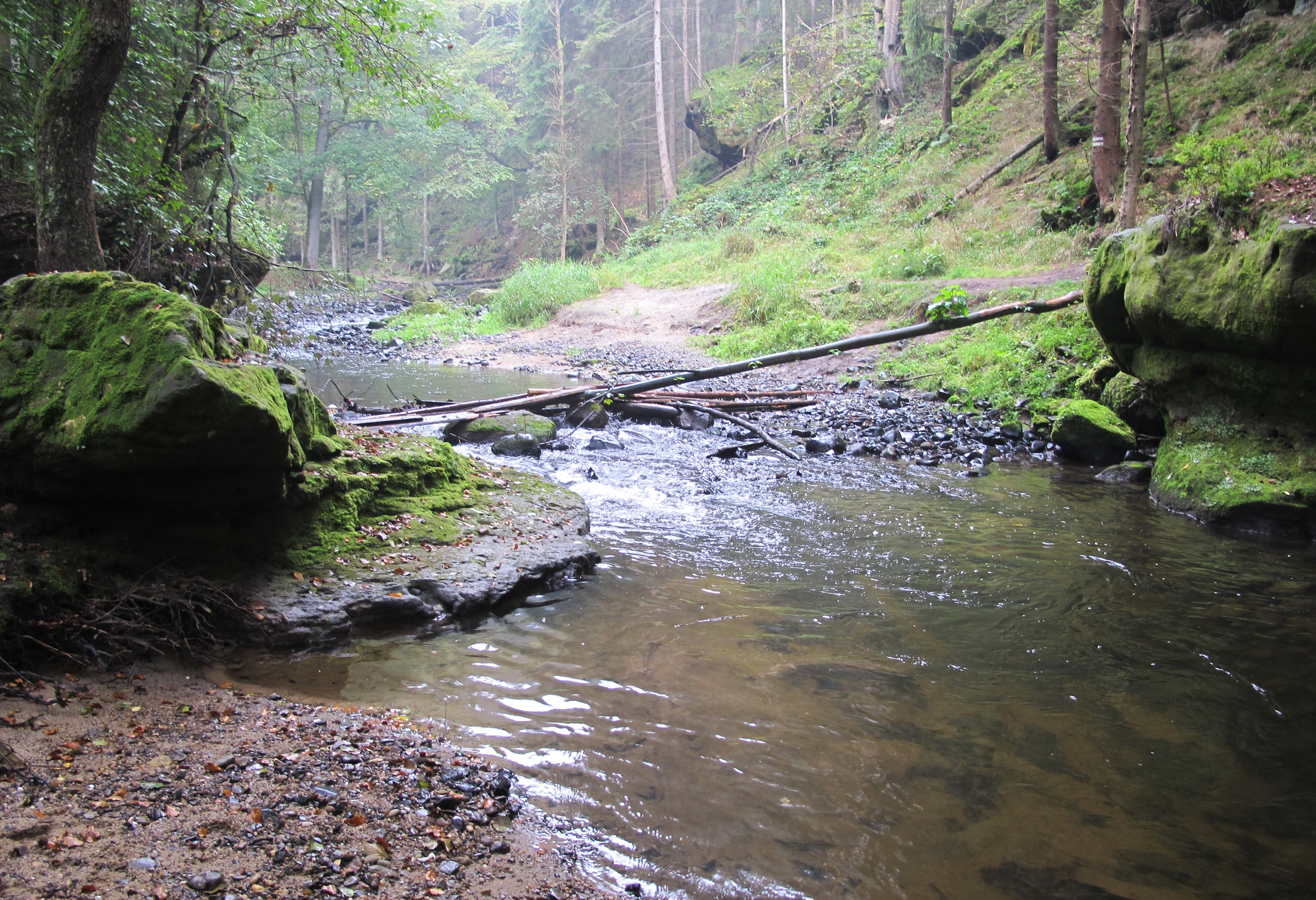
Místo stržené lávky přes Chřibskou Kamenici (stav ze září 2011)

## Přístup, turistické trasy
Údolí je přístupné z Jetřichovic po červené či zelené turistické značce (zelená se později odděluje a jde jiným směrem), cesta vede kolem Greislova mlýna a vodní nádrže Pavlínka. Přístupná je větší část údolí, ale u rozcestníku se červená značka odštěpuje směrem k obci Studený a začíná tu modrá turistická značka, která vede do Rynartic.
Po povodni v roce 2010 byly v údolí strženy tři mostky, přes které procházely turistické značky. Na fotografii je zachycen stav ze září 2011, ale už od října jsou zde umístěny nové lávky a údolí je tak znovu bez problémů průchozí.